# Pseudoschmidtia subovata
Pseudoschmidtia subovata är en insektsart som beskrevs av Marius Descamps 1964. Pseudoschmidtia subovata ingår i släktet Pseudoschmidtia och familjen Euschmidtiidae. Inga underarter finns listade i Catalogue of Life.